# میلرویل (مینه‌سوتا)
میلرویل، مینه‌سوتا (به انگلیسی: Millerville, Minnesota) یک شهر در ایالات متحده آمریکا است که در شهرستان داگلاس واقع شده‌است.

## خصوصیات
میلرویل ۲٫۲۳ کیلومترمربع مساحت و ۱۰۶ نفر جمعیت دارد و ۴۲۴ متر بالاتر از سطح دریا واقع شده‌است.